# Núpcias Vermelhas
Núpcias Vermelhas é um filme brasileiro de 1975, do gênero drama, roteiro e direção de J. Marreco. um filme de Jimmy Barbosa Levy. 

## Sinopse
Um piloto da aviação comercial, sabendo que sua esposa não poderá ter filhos devido a uma cardiopatia congênita, submete-se a uma vasectomia. Ao descobrir que ela ficou grávida, julga-se traído e parte para o litoral. Por sugestão da própria amante, procura a esposa no hospital prestes a dar à luz. Um médico revela que houve falha na esterilização do piloto e que, portanto, sua mulher jamais fora infiel. É tarde porém; a esposa não sobrevive para perdoá-lo.

## Elenco
- Geraldo Del Rey ... Carlos
- Rossana Brunner ... Maria
- Rejane Schuman ... Sandra
- Sérgio Hingst ... Dr. Afonso
- Idely Costa ...